# Малиновка (Кичменгско-Городецкий район)
Малиновка — деревня в Кичменгско-Городецком районе Вологодской области.
Входит в состав Городецкого сельского поселения (с 1 января 2006 года по 1 апреля 2013 года входила в Шонгское сельское поселение), с точки зрения административно-территориального деления — в Емельяновский сельсовет.

## Географическое положение
Расстояние до районного центра Кичменгского Городка по автодороге — 31 км. Ближайшие населённые пункты — Емельянов Дор, Окинин Дор, Заболотный.

## История
Указом Президиума Верховного Совета РСФСР от 10 сентября 1963 года деревня Сталино Кичменгско-Городецкого сельского района переименована в деревню Малиновка.

## Население
| 2010 |
| ---- |
| 3    |

По переписи 2002 года население — 10 человек.